# Нова Трапезунда (Гребен)
Нова Трапезунда (грч. Νέα Τραπεζούντα, Неа Трапезунда) је насељено место у општини Гребен у периферији Западна Македонија, Грчка. Према попису из 2021. године било је 11 становника.
Насеље је подигнуто после Грчког грађанског рата за грчке избегличке породице из Понта (Трабзон) из Турске досељене 1923. године. Први пут се помиње на попису из 1961. године са 114 становника.